# Mizuho Shibata
Mizuho Shibata (jap. 柴田瑞穂 Shibata Mizuho; ur. 17 września 1986) - japońska zapaśniczka w stylu wolnym. Wicemistrzyni Azji w 2007. Mistrzyni Azji juniorów w 2005 roku.